# Банкрут
Банкрутът е законно обявена невъзможност на дадена организация или лице да се изплати пред своите кредитори. Декларирано състояние на банкрут може да бъде поискано или заведено от банкрутиралото лице или организация, или поискано от кредиторите с цел обезщетение на част от дължимото им.
Банкрутът позволява на длъжника (дебитора) да погаси дълговете си чрез разпределяне на своите авоари между кредиторите. В допълнение, декларацията за банкрут може да освободи дебиторите от финансовите им задължения, след като авоарите им са разпределени, дори ако и така дълговете не са платени изцяло. Тяхната покупателна способност често е ограничена за период от време.
Думата банкрут произлиза от banca rotta и означава „счупен тезгях“. Произлиза от някогашната практика тезгясите на провалили се банкери и сарафи да бъдат начупвани. В българския думата е заета от френския език: banqueroutte.
Според българските закони управителите и собствениците на дружествата, обявени в несъстоятелност, не могат да учредяват нови акционерни дружества, както и еднолични търговци. Освен това търговец, който изпадне в неплатежоспособност и в 30-дневен срок от спирането на плащанията не заяви това в съда, се наказва с лишаване от свобода до 3 години и глоба до 5000 лв. От НАП препоръчват, при затруднения фирмите да търсят контакт с приходната администрация.
Законът предвиждат редица възможности, чрез които фирмите в затруднения могат да обслужват своите дългове към държавата и да продължат да работят. Така например всяко дружество може да поиска получаване на разрешение за неотложни плащания. То позволява част от постъпващите по запорираната сметка на длъжника суми да останат на негово разположение, за да се разплати със своите контрагенти. Най-често между 10 и 20% от всички постъпления по банковата сметка на дружеството в затруднение отиват за погасяване на данъчни или осигурителните дългове, а останалите пари се използват за основната дейност на фирмата.